# King Ghost
King Ghost è un singolo del cantautore britannico Steven Wilson, pubblicato il 29 ottobre 2020 come terzo estratto dal sesto album in studio The Future Bites.

## Descrizione
Si tratta di un brano prettamente elettronico realizzato mediante l'utilizzo di una tastiera analogica ed è caratterizzato da un beat di basso in loop e da un ritornello in falsetto. Alla sua realizzazione hanno partecipato anche i batteristi Jason Cooper e Michael Spearman, rispettivamente dei The Cure e degli Everything Everything.
All'interno dell'edizione deluxe sono presenti una prima versione del brano e una versione remixata estesa, rispettivamente presenti nella cassetta e nel terzo CD; una versione ridotta della versione remix è stata successivamente pubblicata in un 7" distribuito dalla rivista britannica Electronic Sound. Un ulteriore remix, curato dai Tangerine Dream, è stato inserito come b-side del successivo singolo 12 Things I Forgot.

## Video musicale
Il video, presentato in concomitanza con il lancio del singolo, è stato diretto da Jess Cope (storica collaboratrice di Wilson) ed è un'animazione basata su texture e sulle vibrazioni dei colori.
Il 31 ottobre 2020 Wilson ha pubblicato il video di una versione acustica eseguita in studio come parte della serie The Future Bites Sessions.

## Tracce
Testi e musiche di Steven Wilson.
Download digitale
1. King Ghost – 4:06

7" – Limited Edition Coloured Vinyl Seven-Inch Single
- Lato A

1. King Ghost (Extended Remix) – 5:58

- Lato B

1. Eminent Sleaze (Extended Remix) – 5:59

## Formazione
Musicisti
- Steven Wilson – sintetizzatore, onde corte, voce
- David Kosten – programmazione, sintetizzatore
- Jason Cooper – piatti, percussioni
- Michael Spearman – hi-hat

Produzione
- David Kosten – produzione, registrazione, missaggio
- Steven Wilson – produzione
- Marco Pasquariello – registrazione aggiuntiva
- Mo Hausler – montaggio
- Bob Ludwig – mastering